# Сенусерт I
Сенусерт I — фараон Древнего Египта, был правителем приблизительно в 1956—1911—1910 годах до н. э.; из XII династии (Среднее царство).
Сенусерт считается одним из самых значительных правителей Среднего царства и Древнего Египта. Несмотря на то, что фактическим основателем XII династии является Аменемхет I, Сенусерта называют подлинным основателем династии. Манефон относил Аменемхета I к концу XI династии, поставив Сенусерта во главе XII.
О том, что власть фараона распространялась на весь Египет, имеются многочисленные надписи, найденные по всей стране от Александрии до Асуана. Сенусерт I начал небольшие экономические реформы с помощью освоения Фаюма.

## Правление

### Родственные отношения и начало царствования

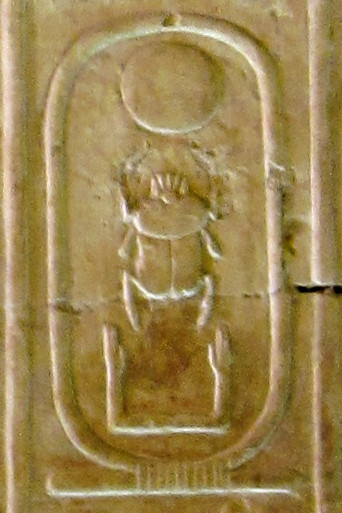
Картуш Хеперкара (Сенусерта I) в Абидосском списке фараонов (№ 60)

Сенусерт был сыном Аменемхета I и царицы Неферетатенен. Имя его матери передано только на статуэтке, хранившейся в Лувре и украденной в 1830 году. Имя необычно и, таким образом, имеется сомнение в подлинности этой надписи и имени. Сенусерт был старшим сыном Аменемхета I, и это особенно подчёркивается в древнеегипетском литературном памятнике «Странствия Синухета». Кроме него у Аменемхета I были и другие сыновья, также претендующие на престол, как об этом упоминается в том же источнике.
По устоявшейся традиции считается, что Сенусерт был соправителем отца в последние десять лет жизни последнего и руководил походами в Нубию и Ливию. Рассказ «Странствия Синухета» прямо говорит об этом: «Это он покорял чужеземные страны, в то время как отец его пребывал во дворце». Согласно этому рассказу, молодой наследник Сенусерт воевал против ливийцев в западной пустыне, когда умер его отец Аменемхет I. Сенусерт, не медля, оставив армию, лишь с горсткой приближённых, поспешил в столицу, чтобы взять ситуацию под контроль и предотвратить какие-либо попытки дворцового переворота:

«А его величество отправил войско в землю Тимхиу, и его старший сын, бог совершенный, Сенусерт, был предводителем войска. Послан же он был затем, чтобы сокрушить чужеземные страны и истребить тех, кто находился среди (народа) Техену. И вот теперь он возвращался, уводя с собой пленных из (страны) Техену и бесчисленные стада разного скота. Семеры двора послали к Западной стороне, чтобы дать знать сыну царя о положении, создавшемся во дворце (то есть о смерти фараона). Гонцы встретили его в пути, они догнали его в ночную пору. Он не медлил ни мгновения — сокол улетел вместе со своими спутниками, не уведомив об этом своё войско. Послали, однако, (и) к царским детям, сопровождавшим его (Сенусерта) при этом войске, и позвали одного из них (в качестве царя)».

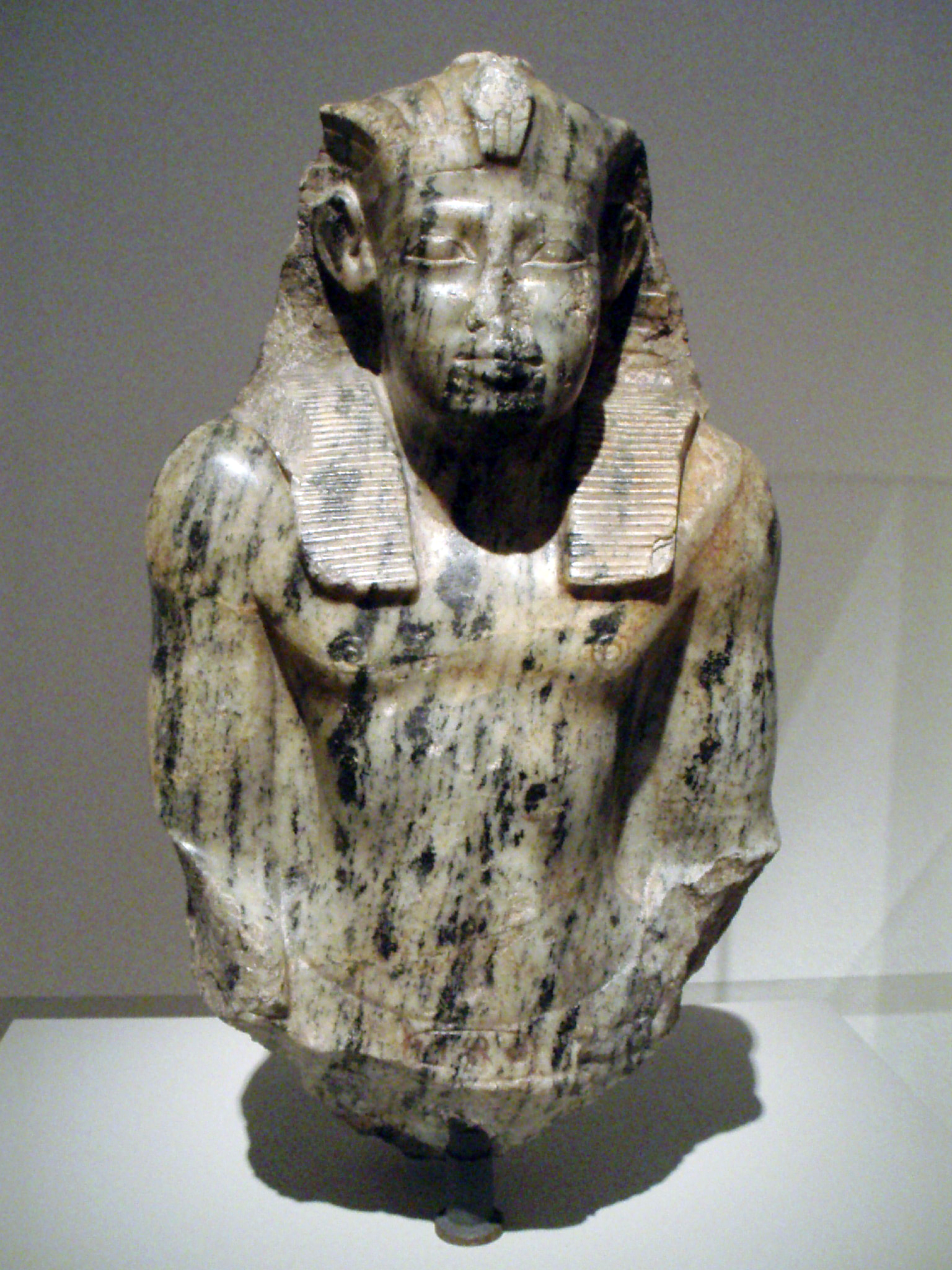
Верхняя часть статуи Сенусерта I. Египетский музей Берлин, Инв. № 1205

Синухет, «служивший в царском гареме у благородной царицы», в тот момент также находившийся при войске, становится невольным свидетелем этого заговора, участники которого стремились посадить на египетский трон другого царевича. Решив, что надвигается беда, жертвой которой он может стать, и опасаясь за свою жизнь, он пришёл в ужас и не нашёл ничего лучшего, как бежать за границу Египта, в Азию. Жизнь и приключения Синухета на чужбине и его возвращение на родину спустя много лет, уже под конец правления Сенусерта I, стали основой сюжета древнеегипетской повести «Странствия Синухета».
Неизвестно, как именно Сенусерт I справился с заговором, но ему удалось удержать власть. Династический кризис не вызвал длительных или значительных беспорядков, и правление Сенусерта стало временем больших достижений как во внутренней, так и во внешней политике Египта.
В Карнаке Сенусерт I установил статуи представителя V династии Сахура и князя Интефа, отца Уаханха Иниотефа, основателя XI династии. Он называет их своими предками, следовательно, он сумел проследить свою родословную примерно на 600 лет в прошлое и, вероятно, мог связывать своё происхождение с древнейшими правителями Египта.
Манефон определяет срок царствования Сенусерта в 46 лет, который подтверждается и Туринским папирусом, с его 45 полными годами и некоторым количеством утерянных месяцев. В документах как государственного, так и частного характера, которые можно более или менее точно датировать, зафиксированы события 1, 3, 7, 9, 10, 13, 14, 17, 18, 20, 24, 26, 31, 33, 34, 39, 41, 43, 44, и 45-го годов его царствования. Таким образом, самая поздняя обнаруженная из современных тому времени дат его царствования — 45 год — очень хорошо согласуется с данными Туринского списка и Манефона. На данном моменте в науке принято, что Сенусерт царствовал 45 полных лет и умер на 46 году. Первые 10 лет он правил совместно со своим отцом Аменемхетом I. За три года до смерти Сенусерт назначил соправителем Аменемхета II, своего сына от главной жены, царицы Нефру. Это известно из стелы, принадлежащей частному лицу Симонту, датированной 44-м годом Сенусерта и 2-м годом Аменемхета, из чего следует, что Аменемхет был назначен соправителем на 43-м году Сенусерта.

Каменный вес с картушем Сенусерта I

### Имена фараона
Имя правителя — Сенусерт — можно перевести как «Человек богини Усрет», или «Могущественный человек». Иногда это имя читают как Усертасен. Древнеегипетский историк Манефон называет его Сесонхосисом, но последняя буква «с» появилась в этом слове из-за того, что произведение Манефона было написано на древнегреческом языке. Удалив это греческое окончание, получаем Сесонхос. Став царём Египта, он получил тронное имя Хеперкара, «Появляющаяся Душа Ра». Его «хоровым», «золотым» именами и «именем небти» стало Анхмесут, «Жизненная сила творения». Его «личное имя» — Сенусерт — стало сопровождаться титулом «сын бога солнца». Сразу же по восшествии на престол Сенусерт I систематизировал царские титулы, и с этого времени титулатура стала каноном для последующих правителей. Появился и термин, обозначавший само понятие «титулатура».
| G5 |

| G5 |

| S34 | F31 · X1 |

| S34 | F31 · X1 |

| S34 | F31 | X1 | G43 |

| S34 | F31 | X1 | G43 |

| G16 |

| G16 |

| S34 | F31 | X1 | G43 |

| S34 | F31 | X1 | G43 |

| S34 | F31 · X1 |

| S34 | F31 · X1 |

| G8 |

| G8 |

| F25 | F31 | X1 | G8 |

| F25 | F31 | X1 | G8 |

| G8 | S34 | F31 · X1 |

| G8 | S34 | F31 · X1 |

| nswt&bity |

| nswt&bity |

| N5 | L1 | D28 |

| N5 | L1 | D28 |

| N5 | L1 | D28 |

| N5 | L1 | D28 |

| N5 | L1 | D28 |

| N5 | L1 | D28 |

| N5 | L1 | D28 |

| N5 | L1 | D28 |

| G39 | N5 |

| G39 | N5 |

| F12 | S29 | D21 · X1 | O34 · N35 |

| F12 | S29 | D21 · X1 | O34 · N35 |

| F12 | S29 | D21 · X1 | O34 · N35 |

| F12 | S29 | D21 · X1 | O34 · N35 |

| F12 | S29 | D21 · X1 | O34 · N35 |

| F12 | S29 | D21 · X1 | O34 · N35 |

| F12 | S29 | D21 · X1 | O34 · N35 |

| F12 | S29 | D21 · X1 | O34 · N35 |

### Военные походы

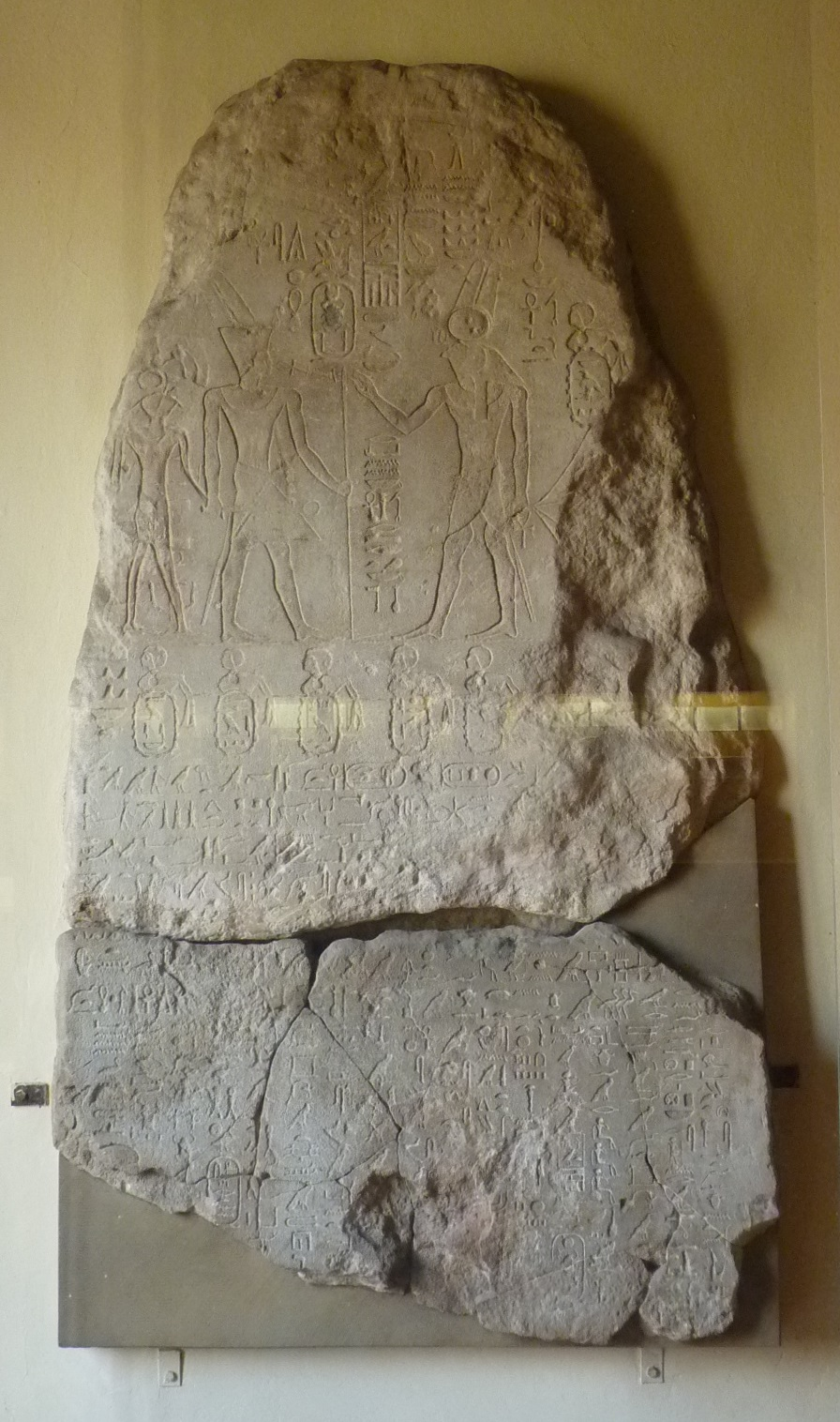
Стела, посвящённая военному походу 18-го года фараона Сенусерта I. Фараон изображён с двумя перьями на голове, похожим на классическое изображение бога Амона. Бог Монту стоит перед Сенусертом и благословляет его. Монту держит верёвки, которые связывают покорённые нубийские племена (позади бога и под ногами). Бог Хор был позже добавлен, по неизвестной причине, позади царя, держа его за руку. Надписи ниже посвящены титулам фараона, титулам полководца Ментухотепа, который возглавлял кампанию, и описанию самой кампании.
Известняк. Флоренция, Национальный археологический музей

Сенусерт изменил внешнеполитический курс Египта. С него начался период активного завоевания новых земель. Одним из титулов фараона был — «Тот, кто расширяет границы», как об этом упоминается в «Странствиях Синухета».
Наибольший интерес и наибольшую опасность для Египта представляла Нубия, поэтому внимание фараона было приковано к этой стране. На стеле, найденной в Вади эль-Худи, среди прочих эпитетов и титулов фараона упоминались следующие: «Тот, кто убивает иунтиу» и «Тот, кто достигает границ с нубийскими ордами», и в этом отразилась политика по отношению к южным странам. Этноним иунтиу указывает, что речь в первую очередь шла о племенах Нубии. Несколько позже, когда деятельность Сенусерта I в Нубии привела к конкретным успехам, его стали величать — «Сенусерт, возлюбленный Хором Нубии».
Одним из наиболее значительных событий, произошедших в период правления Сенусерта, был масштабный военный поход в район третьего порога. Его основной целью стало покорение живших в этом регионе племён негров. Экспедиция состоялась на 18-м году правления царя, то есть через восемь лет после смерти Аменемхета I. Командовал египетским войском выдающийся сановник Ментухотеп.
Этот военачальник приказал вырезать в расположенном в Вади-Хальфа храме надпись. Перед текстом помещено изображение Сенусерта I, стоящего перед богом войны Монту, «владыкой Фив». Царь говорит богу: «Я поверг к твоим ногам, благой бог, все страны, которые находятся в Нубии». Далее следует перечень названий десяти племён негров, изображённых в виде вереницы связанных пленников, которых держит за верёвки Монту. Под головой и плечами каждого пленника помещён овал, который содержит название племени. Из этого списка следует, что египетское влияние в то время распространялось на юг вплоть до Кумма. Изначально, рядом с фараоном было помещено изображение полководца Ментухотепа, но впоследствии оно было уничтожено и заменено изображением бога Хора. Предположительно, военачальник был лишён доверия фараона и смещён со своего поста. Текст датируется восьмым днём первого месяца второго сезона 18-го года царствования Сенусерта I. Сильно повреждённая надпись также не проливает свет на подробности похода. Предположительно, речь шла о военных действиях и о карательных мерах по отношению к врагам: «…Их жизнь закончена, убиты… их хижины сожжены… Их зерно было сброшено в Нил… Я сам заявляю, что это произошло в действительности, я, военачальник Ментухотеп». Фараон назван в тексте «Звездой юга».
Эта экспедиция упоминается в жизнеописании Аменемхета, правителя Антилопьего нома, сына Хнумхотепа, руководившего номом во время царствования предыдущего фараона. В тексте украшающем стены его гробницы сказано, что сам царь посетил свою армию, возможно, когда она стояла в районе третьего порога. Он плыл вверх по течению на корабле в сопровождении войск из Антилопьего нома, не принимавших участия в сражении. «Я посетил своего господина, — пишет вельможа, — когда он плыл на юг, чтобы низвергнуть своих врагов четырёх варварских народов. Я плыл на юг как сын номарха (Хнумхотепа)… главнокомандующий войсками Антилопьего нома вместо своего отца, который стар… Я прошёл через Куш и плывя на юг, продвинулся вперёд к новой границе земли… Затем когда его величество вернулся в сохранности, низвергнув своих врагов в презренном Куше, я (также) возвратился, стараясь заботиться о нём. Не было потерь среди моих солдат».
Ещё одно упоминание об этой нубийской кампании встречается в жизнеописании правителя Абу (Элефантины), которого звали Саренпут, покрывающем одну из стен его гробницы, расположенной недалеко от Асуана. На его фрагментарной надписи можно прочитать лишь следующее: «Его величество пришёл, чтобы низвергнуть презренный Куш… Его величество пришёл, принеся…» Тут же достаточно ясно раскрывается и экономический смысл этого похода. Эпитеты и титулы, которые применяет к себе Саренпут в своих надписях — «Начальник всякой дани (у) врат чужеземных стран», «Опечатывающий всё добро Куша царской печатью (?); тот кому докладывают о приношениях маджаев, о дани владык чужеземных стран», снабжающий «сокровищницу благодаря поселениям в Та-сети» — указывают на его полномочия по контролю поступления нубийской дани и направления её в царскую казну.
На скалах в Дахмиде в Нижней Нубии обнаружено имя царя Сенусерта I, а в расположенном в том же регионе Амадее — надпись, датированная 18-м годом правления этого фараона, когда был организован этот поход. Там же есть текст, относящийся к 45-му году его царствования и, вероятно, вырезанный неким командиром, направлявшимся к границе, установленной по окончании войны.

### Охрана южных границ
Одним из величайших деяний Сенусерта I стало сооружение системы крепостей в Нубии, которые были заселены египетско-нубийскими гарнизонами. Традиционно считается, что система крепостей вдоль Нила была выстроена при Сенусерте III, но выяснилось, что, например, крепость Бухен была построена на месте более ранней крепости Сенусерта I, и нет оснований полагать, что она была единственным фортификационной постройкой этого царя. Видимо, при нём были возведены также крепости  Иккур и Кубан, а, возможно, — Семна и Кумма. Скорее всего, крепости, расположенные в стратегически важных местах, были заложены одновременно в 5-й год правления Сенусерта I. Уже в те времена был построен и заселён город, расположенный южнее Бухена, по своему назначению он не был крепостью, но скорее — караван-сараем для чиновников, торговцев, ремесленников и т. д., и именно поэтому был тесно связан с расположенной рядом крепостью Бухен. Так как крепость в Кумме уже не могла сдерживать набеги племён восточной пустыни и проникших туда кушитов, Сенусерт I был вынужден возвести крепость в Вади эль-Худи. В случае чрезвычайной ситуации военный контингент крепостей, безусловно, мог рассчитывать на поддержку египетских воинов, расквартированных в крепостях на западном берегу Нила. Надпись гласит, что «южные страны бесконтрольно свою ногу на египетскую землю не ставят».
В эпоху Древнего царства египетская политика в Нубии носила, во-первых, оборонительный характер; во-вторых, она была направлена на обеспечение торговли. В эпоху Среднего царства появилось ещё одно важное направление — добыча золота. Начиная с правления Сенусерта главным источником золота в Египте стали нубийские рудники. Нубия при Сенусерте была настолько замирена, что это дало возможность разрабатывать местные золотоносные рудники.
В связи с ориентацией египетской внешней политики было введено новое административное деление южной части Египта, и, прежде всего, возрождён округ «Глава юга», который объединил несколько южных номов. В истории Египта остров Элефантина играл особую роль. Как бы далеко на юг не простиралось влияние египетских владык, Элефантина всегда рассматривалась как южный оплот Египта. Фараоны в какой-то степени старались даже задобрить правителей Элефантины. Сенусерт I, остановившись в Элефантине перед походом в Куш, преподнёс Саренпуту I, номарху этой области, много подарков. Они были перечислены на колоннах погребальной камеры номарха. После успешного завершения похода в Куш количество подарков стало ещё больше. Аменемхет, чиновник, живший при Сенусерте I, получил от фараона приказ построить стену между Асуаном и Филе, которая защищала гавань по обеим сторонам первого порога.
После похода в Нубию в Керме, недалеко от третьего порога, был создан египетский аванпост, которым руководил важный сановник, номарх Асьюта, Хепджефи. Его гробница была построена в Асьюте, но умер он в Керме, занимаясь повседневной работой, и был похоронен там, под высоким холмом, по нубийскому обряду. Во время похорон Хепджефи нубийцы, которыми он правил, убили множество рабов и погребли их вокруг него.

### Взаимоотношения со странами Азии и Ливией
Политика Египта в Азии была более мягкой: Сенусерт I поддерживал хорошие отношения почти со всеми правителями северо-восточных земель. Это подтверждается надписями на Синайском полуострове и некоторыми фрагментами сказании о Синухете. Судя по большому количеству сцен сражений, оставленных на скалах Синая, во времена Древнего царства взаимоотношения египтян с местным населением было непростым. С приходом XII династии эти отношения приобрели иной характер. Надписи не содержат даже намёка на вражду. Напротив, синайские азиаты и жители сопредельных регионов часто, если не на постоянной основе, сопровождали египетские экспедиции. И действительно, довольно часто надписи, оставленные египтянами и азиатами, процарапаны рядом друг с другом.
В «Странствиях Синухета» показана атмосфера спокойствия и в северо-восточных землях. Как уже отмечалось, во время дворцового переворота гаремный служащий Синухет бежал в Азию, где оставался более 20 лет. Описывая свои годы в изгнании, совпадающие с большей частью правления Сенусерта I в Египте, Синухет не разу не упоминает о военных раздорах между его родиной и азиатскими странами. Более того, они представлены независимыми государствами, связанными с Египтом прекрасными отношениями. Подобно Синухету, египтяне жили в Сиро-Палестине, и посланники фараона могли без труда перемещаться по этой территории.
Сенусерт I поддерживал торговые отношения с землями Восточного Средиземноморья, в том числе с Библом, и странами Эгейского моря. В ходе раскопок на территории Палестины и Сирии были найдены египетские предметы, датируемые эпохой Сенусерта I. В Угарите было найдено ожерелье из амулетов, надписанных картушем Сенусерта I, известно также множество скарабеев с его именем, происходящих из Палестины (Газа, Гезер, Бесиан, Мегиддо). На кладбищах в Библе, в погребениях, которые датируются временем Среднего царства, были найдены египетские вещи. Учитывая данные письменных источников, можно исключить возможность того, что они оказались в этом регионе в результате военных действий. Вероятно, они попали туда в ходе торговли между Египтом и Азией или регулярного обмена с египетским царём. Египетский двор посылал дары царям и более мелким правителям Азии в обмен на их союзничество. В сказке о Синухете также есть подтверждение этой политики: «И тогда его величество прислал ко мне послов с царскими дарами, возрадовал он сердце своего покорного слуги [как если бы я был] правителем чужеземной страны».
Поход в Ливию, совершённый накануне смерти Аменемхета I, устранил угрозу из северо-западных земель, поскольку упоминания о техену полностью исчезли из текстов времени правления Сенусерта I.
Сенусерт захватил и включил в свои владения также Большой оазис (Харга). В Абидосе некий вельможа по имени Икудиди оставил надпись (в настоящее время она хранится в Британском музее) в которой он описывает экспедицию в оазис Харга, расположенный в глубине Западной пустыни. На обратном пути он приказал подготовить для него гробницу на территории священного некрополя Осириса в Абидосе. Текст был составлен на 34 году правления Сенусерта I. В нём говорится: «Я отправился из Фив в качестве доверенного лица царя, который выполняет всё, что хвалит царь, в качестве начальника новобранцев для того чтобы посетить землю жителей оазиса… И я сделал эту гробницу у подножия трона великого бога (Осириса), чтобы (в качестве духа) я мог пребывать в его свите…»

### Внутренняя политика

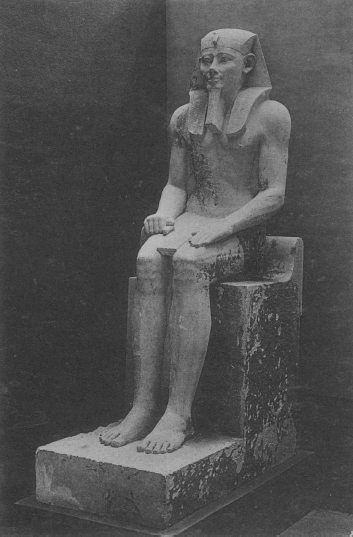
Статуя Сенусерта I (CG 413). Одна из десяти найденных в припирамидном храме в Лиште

Подобный успех внешней политики был бы невозможен без не менее успешной политики внутренней. Сенусерт стремился к централизации страны, но действовал осторожно, сохраняя богатства и привилегии номархов, оказывающих ему поддержку. Представляется, что Сенусерт не менял установленные его отцом порядки в отношении номархов. Большинство из них были сыновьями сановников, управляющих номами при Аменемхете I. Это обеспечивало эффективность власти на местах, при этом номархи сохраняли право наследования титула и богатства. Таким образом, местная администрация оставалась лояльной к Сенусерту, после смерти его отца и регулярно поставляла рекрутов в царскую армию.
Номархи при Сенусерте I оставались довольно самостоятельными. Так областной правитель мог вести двойное летосчисление — по годам правления царя и своего собственного. Например, 43-й год правления Сенусерта соответствовал 25-му году правления Аменемхета (Амени), номарха Антилопьего нома, сына Хнумхотепа. Областные руководители ведали местным жречеством и бывали верховными жрецами местных божеств. Им же подчинялось войско области, которое они по-прежнему называли «своим». Они управляли как пашнями, так и стадами царя, находившимися в области; подати в пользу «дома царя» проходили через их руки. Хотя «дом (хозяйство) областного правителя» и «отчий дом», «стадо царя» и «стадо своё» строго различались, областные правители и при XII династии оставались могущественными особами. Хотя иные из них определённо назначались в свою область царём, власть областного правителя была наследственной и переходила от отца к сыну или от деда по матери к внуку, царь же только утверждал нового властителя. Ещё в конце правления Сенусерта I встречались областные правители, которые как ни в чём не бывало изображали на стенах своих гробниц битвы между египтянами, вплоть до осады крепостей, по примеру своих властительных предшественников, времени XI династии.

### Строительная деятельность

#### Храм в Гелиополе

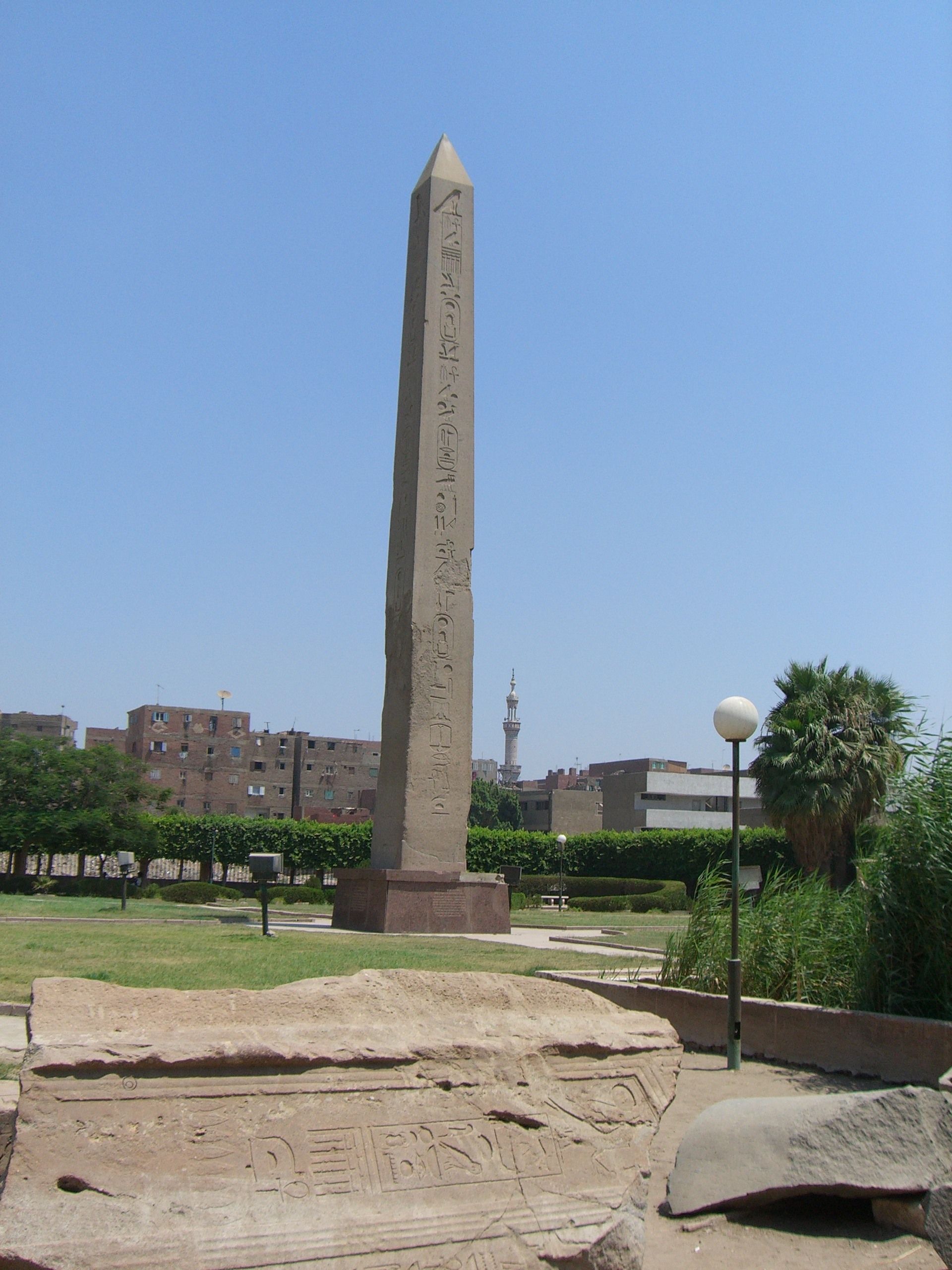
Обелиск Сенусерта I в Гелиополе

Сенусерт I строил по всей стране и в различных храмах. Он был первым фараоном, который систематически перестраивал все храмы страны, возводя их из камня, а не из глиняных кирпичей, как было принято ранее. Одним из наиболее выдающихся  событий правления царя стало строительство в Гелиополе огромного храма, посвящённого богу солнца Ра-Атуму, который стал считаться предком и божественным отцом всех фараонов, а каждый царь становился его воплощением. Часть посвятительной надписи, вырезанной на большой каменной плите или стеле, сохранилась благодаря некому писцу, жившему в период правления Аменхотепа II (XVIII династия), через 600 лет после описываемых в ней событий. Он скопировал её, переписав текст на кусок кожи. Таким образом, несмотря на то что сама стела утеряна, а нашем распоряжении имеется её копия. В первой строке этого текста говорится: «Год третий, третий месяц первого сезона, день… (Это произошло) в правление царя Верхнего и Нижнего Египпта Хеперкара, сына бога солнца Сенусерта, покойного».
Большинство исследователей полагают, что речь в источнике идёт о событиях третьего года царствования Сенусерта и что именно тогда был заложен храм. Но это мало вероятно, так как годы правления царя всегда отсчитывались от начала его совместного правления с отцом. Таким образом, третий год царствования Сенусерта соответствует 23-му году правления Аменемхета I. Вероятно, в столь важной официальной надписи упоминались бы имена обоих  царей. Более того, на другой стороне куска кожи, на который был скопирован текст, можно прочесть пометки, сделанные писцом, жившим в эпоху правления XVIII династии, относящиеся к третьему году царствования Аменхотепа II. Следовательно, первое словосочетание «третий год» могло обозначать время создания копии, а не установки изначальной стелы. После имени Сенусерт стоит слово «покойный». Это также свидетельствует о том, что первую строку текста сочинил писец, живший в более позднее время.
Сам же текст рассказывает, что Сенусерт собрал около своего престола первых сановников своего двора, чтобы выслушать их мнение и совет о его намерении возвести солнечному богу достойные здания. Как обычно, при подобных собраниях царь начинает свою речь торжественным указанием на своё божественное происхождение и на несомненное право своё на престол, которое признавалось за ним, когда он был ещё во чреве матери. К этому он добавляет рассуждения о значении зданий и памятников, посвящённых богам, исходя из той мысли, что подобные сооружения могут увековечить память о властелине. После этой речи собранные советники единогласно одобряют хорошие намерения своего господина и поощряют привести их в исполнение без замедления. Тогда фараон издаёт о том повеления надлежащим сановникам, увещевает их блюсти за непрерывным ходом предначертанных работ и затем сам совершает торжественную церемонию закладки первого камня здания.
От храма, который Сенусерт с гордостью строил, надеясь, что он сохранится вечно, ничего не осталось, за исключением двух камней с надписями и огромного обелиска, который стоит до сих пор и является древнейшим обелиском в Египте. Кстати, только этот обелиск и уцелел до сегодняшнего дня от всего города Гелиополя. Географ Страбон оставил об этом храме рассказ, но описание Страбона недостаточно ясно, чтобы понять расположение и предназначение святилища. Обелиск изготовлен из цельного блока розового асуанского гранита имеет в высоту 20 м и весит 121 тонну. С каждой его стороны вырезана одна иероглифическая строка: 

«Солнечный Хор, Анхмесут, царь Верхней и Нижней Земли, Хеперкара, господин двойного венца, Анхмесут, сын солнечного бога Ра, Сенусерт, друг духов Она, всегда живущий, золотой Хор, Анхмесут, милостивый бог, Хеперкара, создал это (этот обелиск) в ознаменования юбилея Хеб-сед, он вечно жизнь дающий».
Итак, прекрасно и глубоко врезанные в гранит священные знаки не содержат ничего, кроме почётных царских титулов, с придачей сведения, что Сенусерт поставил гигантский каменный обелиск в честь праздника Хеб-сед, отмечающийся в тридцатую годовщину правления фараона. Арабский автор Абд аль-Латиф сообщает, что в его время, то есть в 1190 году, обелиск всё ещё был увенчан верхушкой из полированной меди, которая затем бесследно исчезла.
На одном из каменных блоков, обнаруженных на территории Храма, вырезаны имя и титулатура царя, а на другом — перечень даров, преподнесённых богу, возможно, тем же фараоном (хотя на нём сохранилось только имя Сенусерт, и, следовательно, нет уверенности, что речь идёт именно об этом правителе Сенусерте, а не о другом Сенусерте.

#### Строительство в Карнаке

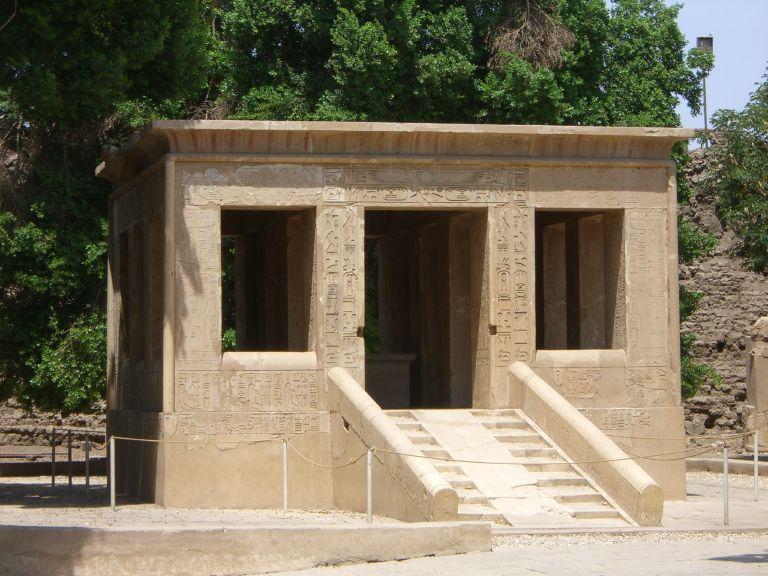
«Белая капелла» Сенусерта I в Карнаке

Сенусерт I занимался, как и его отец, возведением в Фивах того святилища Амона, которое в надписях называется храмом Ипет-сут (это знаменитые развалины Карнака). Он продолжил работы своего отца в честь божественного Амона, а также позаботился и о самих жрецах и построил им особое здание, называвшееся «святое жилище видящего Амона». Это видно из позднейшей надписи, найденной в Фивах и начертанной при Рамсесе IX. При этом монархе жил в Фивах «первый видящий Амона», жрец Аменхотеп. Этот жрец принялся за реставрацию большого двора храма Амона и дома, предназначенного для жительства первого «видящего Амона», употребив на это собственные средства. Аменхотеп в своей надписи говорит: «Увидев, что святое жилище первого видящего Амона, который прежде жил в самом храме Амона, пришло в разрушение, ибо оно было построено во времена царя Сенусерта I, я приказал выстроить его вновь, прекрасной работы и изящного вида. Я распорядился восстановить всю стену от задней части к передней в первоначальном её объёме (толщине)…»
Сенусертом было построено одно из древнейших сохранившихся зданий этого храма в Карнаке — так называемая «Белая капелла». Позднее при фараоне Аменхотепе III (XVIII династия) это сооружение было разобрано и его алебастровые блоки использованы в качестве наполнителя для третьего пилона Карнакского храма, где они в первой половине XX века были найдены в полном объёме и вновь воссозданы в прекрасное здание. На цоколе капеллы перечислены названия египетских областей (номов) с их столицами.

#### Другие постройки

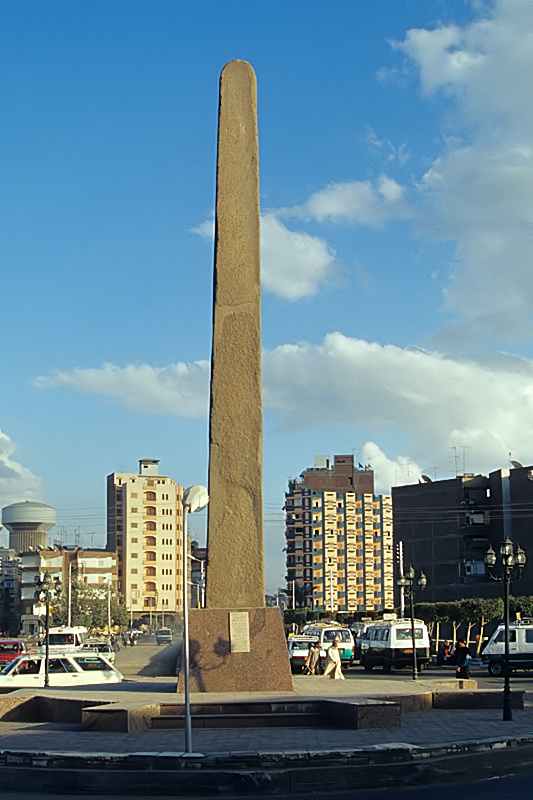
Обелиск Сенусерта I в Файюме

Необходимо также упомянуть другие культовые сооружения, построенные этим царём. Обелиск, подобный обелиску Гелиополя, но разбитый, с именем Сенусерта I, найден ещё в Файюме, вблизи той местности, где лежит высохшее Меридово озеро. Обелиск этот, как указывает надпись, поставлен был в честь местных божеств главного города Шедит (др.-греч. Крокодилополь). В Танисе (Цоан), найдены фрагменты трёх статуй Сенусерта, возможно перенесённые туда из Мемфиса в эпоху правления XIX династии. Недалеко от Таниса также был обнаружен сфинкс из розового гранита. В Бубастисе открыт фрагмент храмовой стелы. В Коптосе Сенусерт построил или отремонтировал храм местного бога Мина, остатки которого были впоследствии обнаружены археологами. В Тауде, расположенном недалеко от Армента, найден алтарь. В Нехене (Иераконполе), древнейшем центре Верхнего Египта, были открыты руины храма, а в находившемся напротив городе Нехебе (Эйлетиасполе) обнаружен алтарь. В Абу (Элефантине), расположенной на острове, ниже первого порога, найдено основание скульптуры и несколько гранитных плит из храма. Стела с именем царя, в настоящее время хранящаяся в Британском музее, была найдена на острове Филы.
В Абидосе Сенусерт соорудил храм, посвящённый Осирису. Там были обнаружены перемычка двери и дверной косяк, часть стелы и плита, а также статуя Осириса, зелёный фаянсовый сосуд и несколько маленьких закладных табличек. Строительством в Абидосе руководил визирь по имени Ментухотеп. Он записал отчёт о проделанной работе на табличке, впоследствии обнаруженной археологами и в настоящее время хранящейся в Каирском музее (№ 20539). «Я руководил работой в храме, — сообщает он, — построив его (бога) дом, выкопав его (священное) озеро и заложив колодец по приказу величества царя-сокола… Я выполнял работу в храме, строя его из камня Аяна… Я руководил работой (по изготовлению) священной сосны. Это я раскрасил её в цвета… (Я сделал) столы для подношений (украшенные) ляпис-лазурью, бронзой, электром и серебром; много меди без конца (было использовано) и бронзы без предела. Ожерелья из настоящего малахита и украшения из всех видов драгоценных камней (были изготовлены)… из всего отборного, чтобы быть отданным богу во время его праздничных процессий».
Надпись Амени-Сенеба, жреца святилища Осириса в Абидосе, жившего при фараоне XIII династии Ра-хан-маа-Рантер (имя которого, впрочем, кроме этого памятника нигде не упоминается) говорит, что Ментухотепу была поручена царём Сенусертом постройка храма Осириса в Абидосе, и там же был заложен им колодец, о котором упоминает также Страбон.
К числу археологических памятников относятся алтарь из коллекции замка Алник, несколько фрагментов статуй, находящихся во Флоренции, медный топор, изображение льва из аметиста, несколько сосудов, два груза, несколько ракушек перламутровой двустворки с надписями, статуя из карнеола, некогда находившаяся в Лувре, множество скарабеев, несколько цилиндрических печатей и бусин.

#### Использование рудников и каменоломен

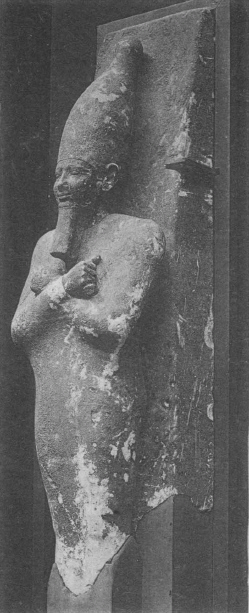
Сенусерт I

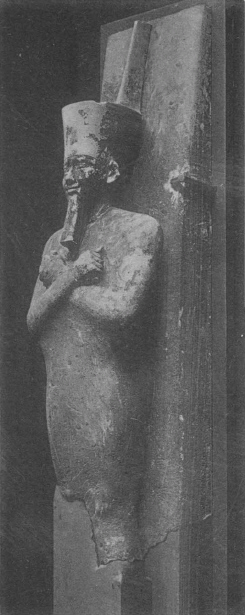
Сенусерт I

Для строительства этих многочисленных сооружений велась добыча камня в каменоломнях в Вади-Хаммамат. До сих пор видны надписи, вырезанные на скалах, в которых описываются экспедиции, организованные на 16-м (что соответствует шестому году его единоличного царствования) и на 38-м году правления Сенусерта. Есть основания полагать, что Сенусерт I лично посещал каменоломни. Экспедиция от 38 года правления фараона состояла из 17 000 человек, и в результате в Египет были доставлены 60 сфинксов и 150 статуй. Несколько наскальных надписей в регионе, находящемся недалеко от первого порога и богатом гранитом, вероятно, связаны с добычей этого камня. Три из них датируются 1-м, 33-м и 41 годами царствования этого правителя.
За Нехебом (Эйлетиасполем), в начале пролегающего через пустыню пути к золотым приискам, вырезано имя царя, и само собой разумеется, что в то время активно разрабатывались эти и другие рудники, расположенные в Восточной пустыне. Добыча бирюзы и меди активно велась в копях на Синае. В Серабит-эль-Хадим, одном из основных горнодобывающих центров полуострова, где были возведены крупный город, крепость и храм, найдено множество артефактов, датируемых временем царствования Сенусерта I, в том числе перемычка двери, алтарь, стела, сидящая статуя и т. д.
Работа также велась в алебастровых рудниках в Хатнубе. Там до сих пор видна наскальная надпись, вырезанная в период правления этого царя.
Номарх Антилопьего нома Аменемхет сообщает о двух экспедициях вверх по течению Нила, организованных для перевозки золота из рудников в сокровищницу, которыми он руководил. Во время  первого похода его сопровождал наследник престола царевич Аменемхет, который впоследствии, заняв трон, станет Аменемхетом II, а в ходе второго — другой царевич Сенусерт:

«Я плыл на юг, чтобы привезти золотую руду его величеству царю Хеперкара (Сенусерту I) вместе с наследным царевичем, старшим сыном царя Амени (укороченная форма имени Аменемхет). Я плыл на юг с 400 лучшими из моего войска, которые вернулись невредимыми, не потерпев урона. Я привёз золото, как мне было приказано, и меня восхваляли за это во дворце, и сын царя молился богу за меня.
Затем я поплыл на юг (снова), чтобы перевезти руду, (направляясь) в город Гебту (Коптос) вместе с наследным царевичем, градоправителем и визирем Сенусертом. Я плыл на юг с 600 храбрейшими из Антилопьего нома и вернулся в сохранности, мои солдаты невредимы, сделав всё, что было приказано мне».
Надписи Вади эль Худи рассказывают об экспедиции к «рудникам Пунта». Данное действие возглавил по приказу «начальника города, визиря» Антефокера вельможа Амени, сын Ментухотепа. На 10-м году правления Сенусерта I в верфях Коптоса были построены корабли и посуху доставлены в древний египетский порт Сауу (совр. Мерса Гауасис), расположенный на берегу Красного моря, для чего были задействованы 3700 человек.

### Должностные лица при Сенусерте
Визирем в начале правления Сенусерта был Антефокер, который также был визирем в последние годы Аменемхета I, и могила которого найдена при пирамиде Аменемхета I в Лиште. Он известен по целому ряду документов и, по-видимому, занимал этот пост в течение длительного периода времени. После его смерти его, кажется, сменил на этой должности Сенусерт. Как казначеи известны первоначально (надпись от 22-го года) Собекхотеп, а после него Ментухотеп. Ментухотеп издавал законы, раздавал должности, распределял работы в округах. По-видимому, Ментухотеп, который изображался также занимающим некоторые жреческие должности, облечён был обширнейшей властью и был после царя вторым лицом в государстве. Он руководил, по-видимому, несколькими строительными проектами Сенусерта I и он, кажется, был главным архитектором храма Амона в Карнаке. Его огромная гробница находится рядом с пирамидой фараона. Известны несколько управляющих царским имуществом, из которых можно упомянуть Хора, руководившего экспедициями фараона, и Нахта, чья могила расположена в Лиште и кто участвовал в строительстве пирамиды Сенусерта.

## Пирамида Сенусерта

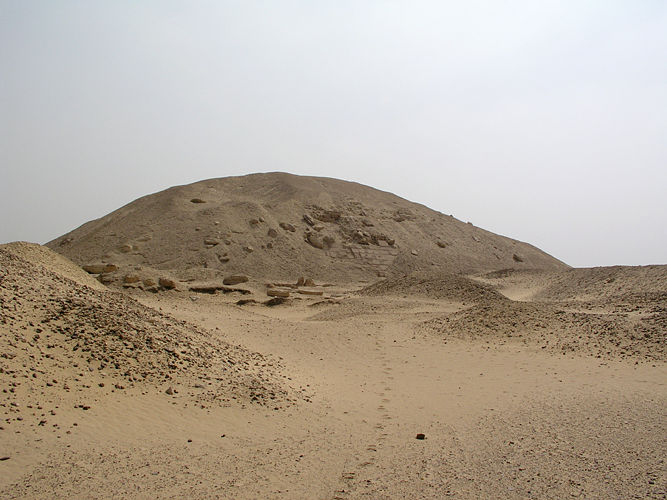
Пирамида Сенусерта I в Лиште

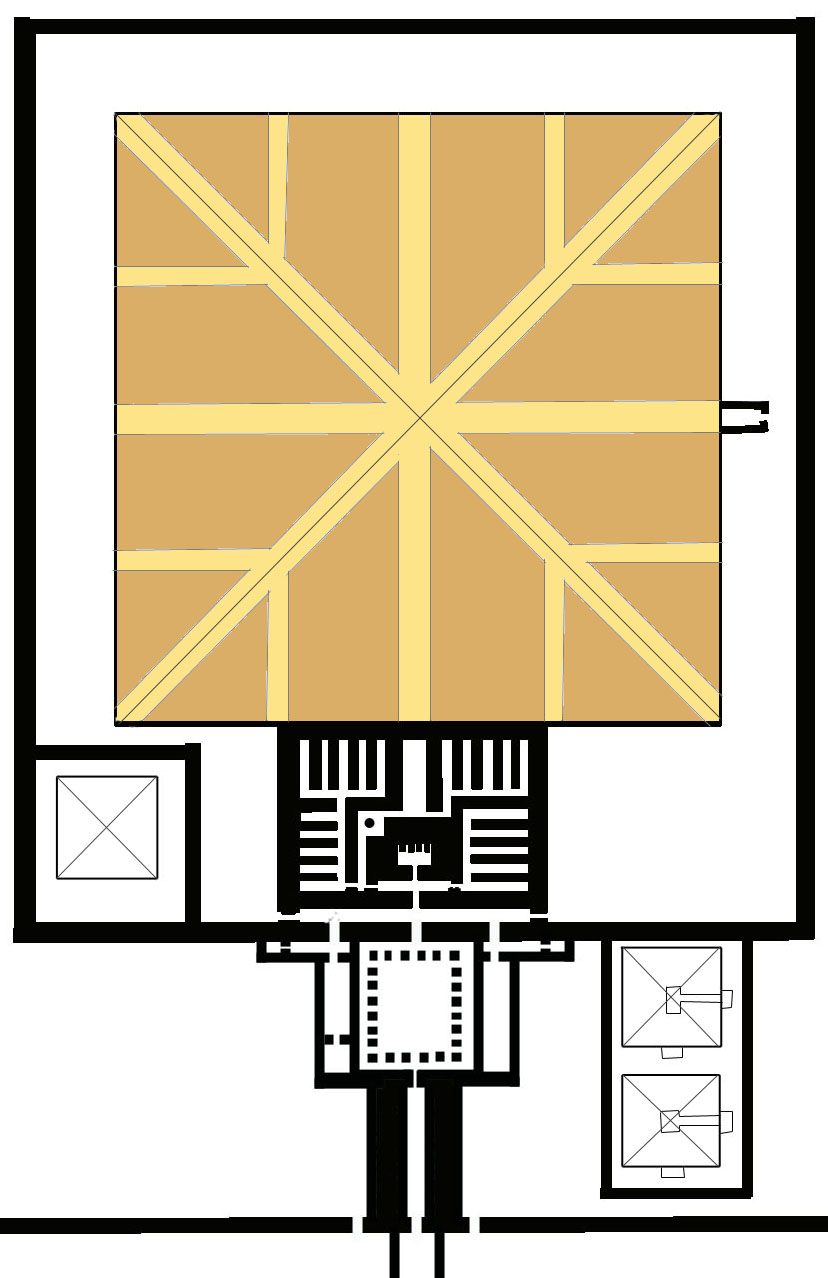
Структура армирования пирамиды Сенусерта I

Его пирамида построена вблизи столицы Ит-Тауи, около современного поселения Лишт, на видном холме, приблизительно в 1,5 км южнее монумента отца Аменемхета I. Пирамида Сенусерта I была приблизительно 105 м шириной и 61 м высотой. Угол наклона её граней составлял 49°. Ныне эта пирамида выглядит несколько лучше, чем пирамида его отца. От первоначальной её высоты сохранилось более трети, а на стенах ещё держатся остатки облицовки из известняка. Пирамида этого царя называлась Хнемисут, «Защищённое место». Данное название упоминается во фрагментарной надписи, найденной в Мемфисе, в которой говорится о подношениях, предназначенных для пирамид Аменемхета и Сенусерта.
Вход в пирамиду расположен традиционно на уровне земли в центре северной стороны и скрыт развалинами молельни. Отсюда начинался облицованный гранитом коридор, расширявшийся через 15 м от входа. Рядом с входом находится отверстие, которое проделали древние грабители. Внутреннее устройство пирамиды является чрезвычайно простым: от входа наклонный коридор по прямой спускается к погребальной камере, расположенной в центре пирамиды глубоко под землёй. Погребальная камера недоступна из-за того, что в неё проникли грунтовые воды, как это случилось и с пирамидой Аменемхета I, поэтому ни археологи, ни древние грабители не смогли проникнуть внутрь пирамиды. Принадлежность этой пирамиды Сенусерту I первым установил Масперо в 1882 году по надписям на остатках погребальной утвари. Позже это подтвердилось по вставкам, на которых было вырезано имя Сенусерта, вделанных в стену окружающую пирамиду. Пирамиду подвергли зондированию, которое показало, что её каменная масса армирована каркасом из восьми уложенных по диагонали стен из хорошо пригнанных каменных блоков, укреплённых восемью перегородками. Этот каркас разбивал объём пирамиды на 16 камер, пространство которых было заполнено строительным мусором и песком. Частично сохранившаяся облицовка была выполнена из отшлифованного известняка.  

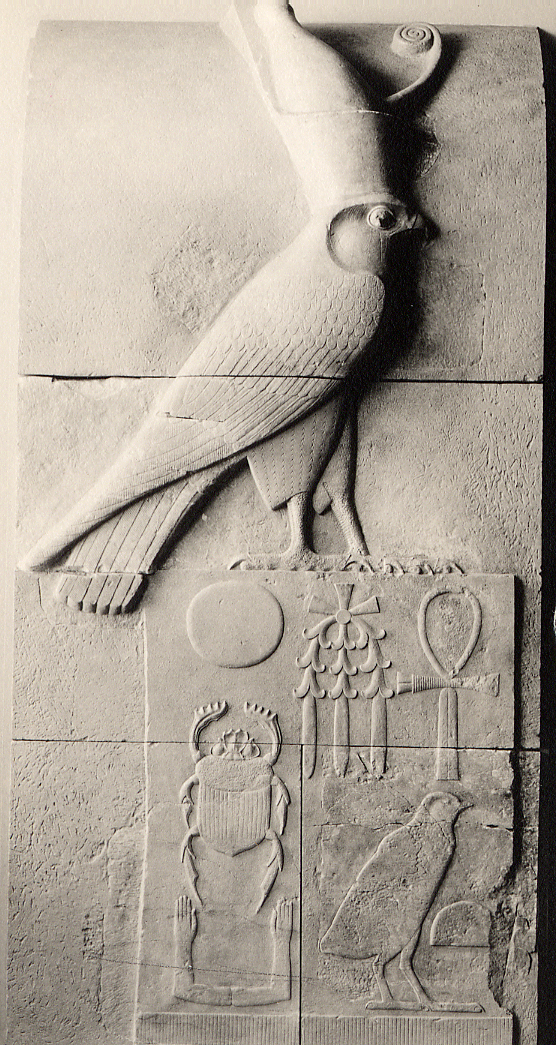
Панель с хоровым именем Сенусерта I с ограды его пирамиды

Пирамида была окружена каменной стеной, частично дошедшей до наших дней. Внутри ограждения располагалась пирамида-спутник и внутренняя часть заупокойного храма. Ограда пирамиды заслуживает отдельного внимания. Высотой 5 м, шириной 2 м, эта стена через постоянные интервалы была украшена как с внутренней, так и с внешней стороны монументальными рельефами в метр шириной в виде царского имени Хора (серех). Ритуальная пирамида, располагающаяся в юго-восточном углу внутренней ограды, имела основание 21 × 21 метр и достигала в высоту 19 метров. Это была последняя культовая пирамида, возведённая фараонами. В дальнейшем, видимо, ритуальные пирамиды больше не строились. Как и в ансамбле Аменемхета I, комплекс окружала вторая стена из сырцового кирпича. За ней находилась открытая часть заупокойного храма и девять пирамид небольшого размера, принадлежавших царской семье. Каждая из них имела собственный заупокойный храм и стену ограждения.

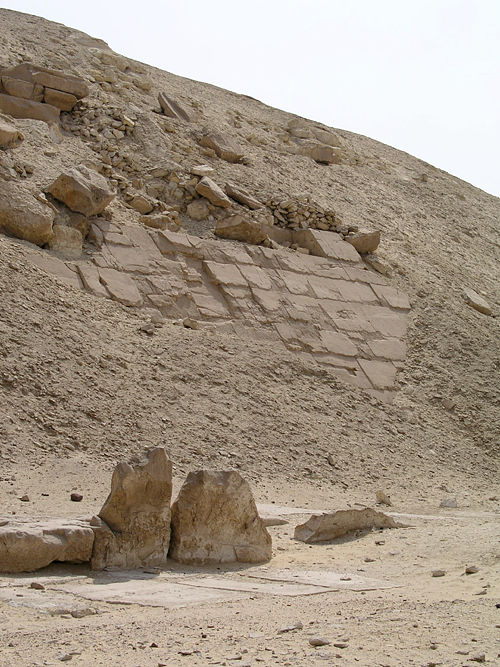
Остатки облицовки пирамиды Сенусерта I

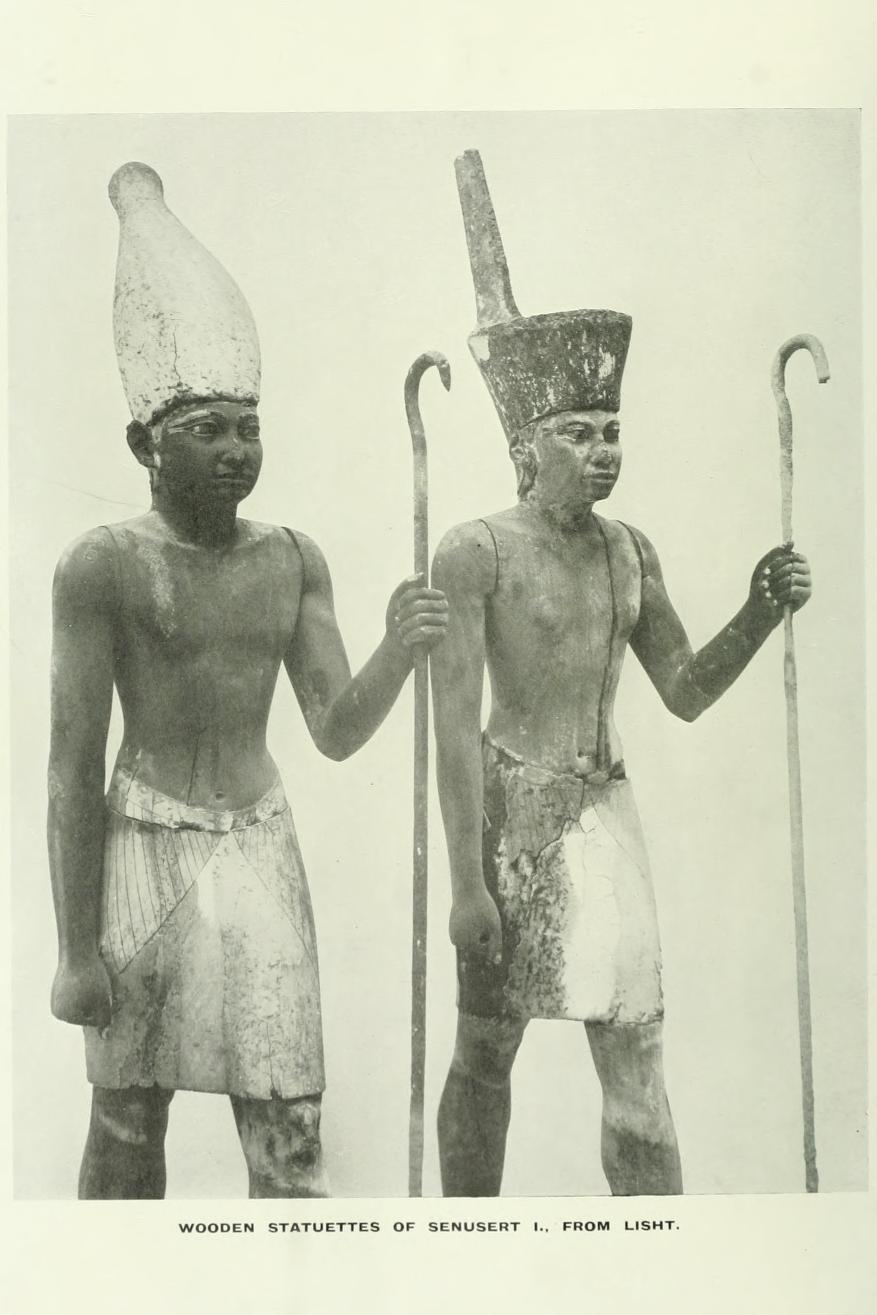
Пара деревянных статуэток Сенусерта I, изображающих его как царя Верхнего Египта (слева, с белой короной) и царя Нижнего Египта (справа, с красной короной). Египетский музей, инв. № JE44951. Каир

Заупокойный храм при этой пирамиде почти точно копирует план и декорации храма Пиопи II, расположенного в южной части Саккары. Это монументальное сооружение состояло из двора с портиком и многочисленных залов, расположенных в его внутренней части. Стены были украшены великолепными рельефами, принадлежащими к числу лучших произведений эпохи Среднего царства. В этом храме предполагалось установить десять известняковых статуй Сенусерта. Однако они так и не были помещены в предназначенные для них места. Они были найдены в 1894 году лежащими на земле и покрытыми песком. Из-за этого они прекрасно сохранились — только одна из них треснула. Все десять статуй выполнены в основном одинаково и отличаются только деталями. Каждая из них имеет высоту 194 см и изображает царя, сидящего на троне, на боках которого помещены барельефы с изображением северного и южного Нила или, возможно, богов Хора и Сета, символизирующих объединение египетского народа. Сложно понять, почему эти статуи были покрыты песком, а не установлены на положенном месте. Судя по их внешнему виду, новый царь был настолько исполнен сыновней любовью, что не стал утруждать себя завершением работы, которая не была закончена до смерти отца. Однако возможно, что статуи были засыпаны песком из каких-то религиозных соображений.
Также были найдены статуи фараона в облике Осириса. Осирическими статуями были украшены ниши, находившиеся приблизительно в 10 м друг от друга, с двух сторон от платформы, ведущей к главному заупокойному храму. Эти скульптуры выставлены в Каирском музее и в музее Метрополитен в Нью-Йорке.
Недалеко от пирамиды располагалась гробница верховного жреца Иуну (Гелиополя) по имени Имхотеп. Он занимал должность начальника всех работ и, возможно, руководил строительством пирамиды. В небольшой камере, расположенной в толще сложенной из кирпича-сырца стены гробницы были обнаружены две прекрасные статуи царя, вырезанные из кедрового дерева. При этом на голове первого изваяния — белая корона Верхнего Египта, а другого — красная корона Дельты.
В надписи некого помощника казначея по имени Мери говорится о строительстве «места вечности». Речь в тексте может идти о пирамиде в Лиште или, что более вероятно, о второй гробнице царя в Абидосе (у некоторых правителей было две гробницы). Мери пишет: «Из-за того, что я был очень усерден, мой господин послал меня с поручением сделать ему место вечности… Его стены пронзали небеса; священное озеро, которое было выкопано, достигло (размеров) реки; врата возвышающиеся до неба, были сделаны из известняка Турры (каменоломни недалеко от Мемфиса). Бог Осирис Хенти запада радовался всему этому строительству для моего господина. И сам я радовался, и моё сердце было счастливо из-за того, что я совершил». Надпись датируется 20-м днём второго месяца первого сезона девятого года правления Сенусерта I. Другими словами, это событие произошло за одиннадцать месяцев до смерти Аменемхета I. Историки полагают, что тогда постройка была уже завершена.
| XII династия                |                                                                       |                        |
| Предшественник: Аменемхет I | фараон Египта ок. 1956 — 1911 до н. э. (правил приблизительно 45 лет) | Преемник: Аменемхет II |

### Родословие Сенусерта I
|  |  |        |        |             |             |             |             |                     |                     |                     |                     |                     |                     |              |              |               |               |               |               |                      |                      |                      |                      |                      |                      |            |            |            |            |            |            |            |            |  |  |                |                |                |                |                |                |  |  |  |  |  |  |  |  |
|  |  | Ноферт | Ноферт | Ноферт      | Ноферт      | Ноферт      | Ноферт      |                     |                     | Сенусрет            | Сенусрет            | Сенусрет            | Сенусрет            | Сенусрет     | Сенусрет     |               |               |               |               |                      |                      |                      |                      |                      |                      |            |            |            |            |            |            |            |            |  |  |                |                |                |                |                |                |  |  |  |  |  |  |  |  |
|  |  | Ноферт | Ноферт | Ноферт      | Ноферт      | Ноферт      | Ноферт      |                     |                     | Сенусрет            | Сенусрет            | Сенусрет            | Сенусрет            | Сенусрет     | Сенусрет     |               |               |               |               |                      |                      |                      |                      |                      |                      |            |            |            |            |            |            |            |            |  |  |                |                |                |                |                |                |  |  |  |  |  |  |  |  |
|  |  |        |        |             |             |             |             |                     |                     |                     |                     |                     |                     |              |              |               |               |               |               |                      |                      |                      |                      |                      |                      |            |            |            |            |            |            |            |            |  |  |                |                |                |                |                |                |  |  |  |  |  |  |  |  |
|  |  |        |        | Аменемхет I | Аменемхет I | Аменемхет I | Аменемхет I | Аменемхет I         | Аменемхет I         |                     |                     | Нефертатенен        | Нефертатенен        | Нефертатенен | Нефертатенен | Нефертатенен  | Нефертатенен  |               |               |                      |                      |                      |                      |                      |                      |            |            |            |            |            |            |            |            |  |  |                |                |                |                |                |                |  |  |  |  |  |  |  |  |
|  |  |        |        | Аменемхет I | Аменемхет I | Аменемхет I | Аменемхет I | Аменемхет I         | Аменемхет I         |                     |                     | Нефертатенен        | Нефертатенен        | Нефертатенен | Нефертатенен | Нефертатенен  | Нефертатенен  |               |               |                      |                      |                      |                      |                      |                      |            |            |            |            |            |            |            |            |  |  |                |                |                |                |                |                |  |  |  |  |  |  |  |  |
|  |  |        |        |             |             |             |             |                     |                     |                     |                     |                     |                     |              |              |               |               |               |               |                      |                      |                      |                      |                      |                      |            |            |            |            |            |            |            |            |  |  |                |                |                |                |                |                |  |  |  |  |  |  |  |  |
|  |  |        |        |             |             |             |             |                     |                     |                     |                     |                     |                     |              |              |               |               |               |               |                      |                      |                      |                      |                      |                      |            |            |            |            |            |            |            |            |  |  |                |                |                |                |                |                |  |  |  |  |  |  |  |  |
|  |  |        |        |             |             |             |             | Сенусерт I          | Сенусерт I          | Сенусерт I          | Сенусерт I          | Сенусерт I          | Сенусерт I          |              |              | Неферу III    | Неферу III    | Неферу III    | Неферу III    | Неферу III           | Неферу III           |                      |                      |                      |                      |            |            |            |            |            |            |            |            |  |  |                |                |                |                |                |                |  |  |  |  |  |  |  |  |
|  |  |        |        |             |             |             |             | Сенусерт I          | Сенусерт I          | Сенусерт I          | Сенусерт I          | Сенусерт I          | Сенусерт I          |              |              | Неферу III    | Неферу III    | Неферу III    | Неферу III    | Неферу III           | Неферу III           |                      |                      |                      |                      |            |            |            |            |            |            |            |            |  |  |                |                |                |                |                |                |  |  |  |  |  |  |  |  |
|  |  |        |        |             |             |             |             |                     |                     |                     |                     |                     |                     |              |              |               |               |               |               |                      |                      |                      |                      |                      |                      |            |            |            |            |            |            |            |            |  |  |                |                |                |                |                |                |  |  |  |  |  |  |  |  |
|  |  |        |        |             |             |             |             |                     |                     |                     |                     | Аменемхет II        | Аменемхет II        | Аменемхет II | Аменемхет II | Аменемхет II  | Аменемхет II  |               |               | Сенет                | Сенет                | Сенет                | Сенет                | Сенет                | Сенет                |            |            |            |            |            |            |            |            |  |  |                |                |                |                |                |                |  |  |  |  |  |  |  |  |
|  |  |        |        |             |             |             |             |                     |                     |                     |                     | Аменемхет II        | Аменемхет II        | Аменемхет II | Аменемхет II | Аменемхет II  | Аменемхет II  |               |               | Сенет                | Сенет                | Сенет                | Сенет                | Сенет                | Сенет                |            |            |            |            |            |            |            |            |  |  |                |                |                |                |                |                |  |  |  |  |  |  |  |  |
|  |  |        |        |             |             |             |             |                     |                     |                     |                     |                     |                     |              |              |               |               |               |               |                      |                      |                      |                      |                      |                      |            |            |            |            |            |            |            |            |  |  |                |                |                |                |                |                |  |  |  |  |  |  |  |  |
|  |  |        |        |             |             |             |             | Хенметнеферхеджет I | Хенметнеферхеджет I | Хенметнеферхеджет I | Хенметнеферхеджет I | Хенметнеферхеджет I | Хенметнеферхеджет I |              |              | Сенусерт II   | Сенусерт II   | Сенусерт II   | Сенусерт II   | Сенусерт II          | Сенусерт II          |                      |                      | Неферет II           | Неферет II           | Неферет II | Неферет II | Неферет II | Неферет II |            |            |            |            |  |  |                |                |                |                |                |                |  |  |  |  |  |  |  |  |
|  |  |        |        |             |             |             |             | Хенметнеферхеджет I | Хенметнеферхеджет I | Хенметнеферхеджет I | Хенметнеферхеджет I | Хенметнеферхеджет I | Хенметнеферхеджет I |              |              | Сенусерт II   | Сенусерт II   | Сенусерт II   | Сенусерт II   | Сенусерт II          | Сенусерт II          |                      |                      | Неферет II           | Неферет II           | Неферет II | Неферет II | Неферет II | Неферет II |            |            |            |            |  |  |                |                |                |                |                |                |  |  |  |  |  |  |  |  |
|  |  |        |        |             |             |             |             |                     |                     |                     |                     |                     |                     |              |              |               |               |               |               |                      |                      |                      |                      |                      |                      |            |            |            |            |            |            |            |            |  |  |                |                |                |                |                |                |  |  |  |  |  |  |  |  |
|  |  |        |        | Нофретхенут | Нофретхенут | Нофретхенут | Нофретхенут | Нофретхенут         | Нофретхенут         |                     |                     | Сенусерт III        | Сенусерт III        | Сенусерт III | Сенусерт III | Сенусерт III  | Сенусерт III  |               |               | Хенметнеферхеджет II | Хенметнеферхеджет II | Хенметнеферхеджет II | Хенметнеферхеджет II | Хенметнеферхеджет II | Хенметнеферхеджет II |            |            | Меретсехер | Меретсехер | Меретсехер | Меретсехер | Меретсехер | Меретсехер |  |  | Ситхатхориунет | Ситхатхориунет | Ситхатхориунет | Ситхатхориунет | Ситхатхориунет | Ситхатхориунет |  |  |  |  |  |  |  |  |
|  |  |        |        | Нофретхенут | Нофретхенут | Нофретхенут | Нофретхенут | Нофретхенут         | Нофретхенут         |                     |                     | Сенусерт III        | Сенусерт III        | Сенусерт III | Сенусерт III | Сенусерт III  | Сенусерт III  |               |               | Хенметнеферхеджет II | Хенметнеферхеджет II | Хенметнеферхеджет II | Хенметнеферхеджет II | Хенметнеферхеджет II | Хенметнеферхеджет II |            |            | Меретсехер | Меретсехер | Меретсехер | Меретсехер | Меретсехер | Меретсехер |  |  | Ситхатхориунет | Ситхатхориунет | Ситхатхориунет | Ситхатхориунет | Ситхатхориунет | Ситхатхориунет |  |  |  |  |  |  |  |  |
|  |  |        |        |             |             |             |             |                     |                     |                     |                     |                     |                     |              |              |               |               |               |               |                      |                      |                      |                      |                      |                      |            |            |            |            |            |            |            |            |  |  |                |                |                |                |                |                |  |  |  |  |  |  |  |  |
|  |  |        |        |             |             |             |             | Аат                 | Аат                 | Аат                 | Аат                 | Аат                 | Аат                 |              |              | Аменемхет III | Аменемхет III | Аменемхет III | Аменемхет III | Аменемхет III        | Аменемхет III        |                      |                      | Нетепти              | Нетепти              | Нетепти    | Нетепти    | Нетепти    | Нетепти    |            |            |            |            |  |  |                |                |                |                |                |                |  |  |  |  |  |  |  |  |
|  |  |        |        |             |             |             |             | Аат                 | Аат                 | Аат                 | Аат                 | Аат                 | Аат                 |              |              | Аменемхет III | Аменемхет III | Аменемхет III | Аменемхет III | Аменемхет III        | Аменемхет III        |                      |                      | Нетепти              | Нетепти              | Нетепти    | Нетепти    | Нетепти    | Нетепти    |            |            |            |            |  |  |                |                |                |                |                |                |  |  |  |  |  |  |  |  |
|  |  |        |        |             |             |             |             |                     |                     |                     |                     |                     |                     |              |              |               |               |               |               |                      |                      |                      |                      |                      |                      |            |            |            |            |            |            |            |            |  |  |                |                |                |                |                |                |  |  |  |  |  |  |  |  |
|  |  |        |        |             |             |             |             |                     |                     |                     |                     |                     |                     |              |              |               |               |               |               |                      |                      |                      |                      |                      |                      |            |            |            |            |            |            |            |            |  |  |                |                |                |                |                |                |  |  |  |  |  |  |  |  |
|  |  |        |        |             |             |             |             |                     |                     |                     |                     |                     |                     |              |              | Аменемхет IV  | Аменемхет IV  | Аменемхет IV  | Аменемхет IV  | Аменемхет IV         | Аменемхет IV         |                      |                      | Нефрусебек           | Нефрусебек           | Нефрусебек | Нефрусебек | Нефрусебек | Нефрусебек |            |            |            |            |  |  |                |                |                |                |                |                |  |  |  |  |  |  |  |  |

## В культуре
«Пра-пра...» — фантастическая повесть Н. Эйдельмана, вышедшая в 1965 г. В основе нескольких глав повести — заговор против Сенусерта и загадка содержимого его шкатулки.